# 藍鳳冠鳩
蓝凤冠鸠是鸽形目内体型最大物种之一。体长可达70厘米，雌性与雄性外形非常相似。拥有蓝色头冠，羽毛一般为蓝紫色，有时也有黑色羽毛甚至全身黑色。生活在新几内亚等印度尼西亚群岛。多活动在沼泽地和雨林中，通常以2到10只的为单位群体活动，水果和植物种子为其主要食物，也吃昆虫。雌性与雄性之间为终身配偶，且实行一夫一妻制。巢穴建在树上，每次产卵一枚。孵化期约为28天，幼年孵化后雌鸟与雄鸟轮流喂养。大约一个月后幼年羽化，之后双亲仍会喂养幼鸟一段时间。

## 资料来源
- Western Crowned-pigeon  Goura cristata